# Grèce aux Jeux olympiques
La Grèce a participé à toutes les éditions des Jeux olympiques d'été et à tous les Jeux d'hiver depuis l'édition de 1936, mis à part en 1960.

## Histoire
En 1896, les premiers Jeux olympiques de l'ère moderne sont inaugurés sur les lieux antiques. Quatorze nations ont participé à ces premier Jeux d'Athènes.

## Bilan général
Après 2024, la Grèce totalise 129 médailles (36 médailles d'or, 46 médailles d'argent et 47 médailles de bronze) en 50 participations aux Jeux olympiques (30 fois aux jeux d'été et 20 fois aux jeux d'hiver).  
Athènes a accueilli les Jeux olympiques d'été de 1896 et de 2004.
La Grèce a de plus organisé les Jeux olympiques intercalaires de 1906, non reconnus par le CIO.
La nation hellène n'a jamais obtenu de médaille aux Jeux olympiques d'hiver.

### Par année
Les Jeux de 1896 à Athènes ont permis à la délégation grecque de glaner 10 titres olympiques.
C'est aussi aux Jeux de 1896 à Athènes, que la moisson fut la meilleure avec 47 médailles (10 en or, 18 en argent et 19 en bronze).
| Année | Médaille d'or, Jeux olympiques | Médaille d'argent, Jeux olympiques | Médaille de bronze, Jeux olympiques | Total | Rang |
| 1896  | 10                             | 18                                 | 19                                  | 47    | 2e   |
| 1900  | 0                              | 0                                  | 0                                   | 0     |      |
| 1904  | 1                              | 0                                  | 1                                   | 2     | 8e   |
| 1908  | 0                              | 3                                  | 1                                   | 4     | 15e  |
| 1912  | 1                              | 0                                  | 1                                   | 2     | 15e  |
| 1920  | 0                              | 1                                  | 0                                   | 1     | 19e  |
| 1924  | 0                              | 0                                  | 0                                   | 0     |      |
| 1928  | 0                              | 0                                  | 0                                   | 0     |      |
| 1932  | 0                              | 0                                  | 0                                   | 0     |      |
| 1936  | 0                              | 0                                  | 0                                   | 0     |      |
| 1948  | 0                              | 0                                  | 0                                   | 0     |      |
| 1952  | 0                              | 0                                  | 0                                   | 0     |      |
| 1956  | 0                              | 0                                  | 1                                   | 1     | 35e  |
| 1960  | 1                              | 0                                  | 0                                   | 1     | 21e  |
| 1964  | 0                              | 0                                  | 0                                   | 0     |      |
| 1968  | 0                              | 0                                  | 1                                   | 1     | 42e  |
| 1972  | 0                              | 2                                  | 0                                   | 2     | 29e  |
| 1976  | 0                              | 0                                  | 0                                   | 0     |      |
| 1980  | 1                              | 0                                  | 2                                   | 3     | 22e  |
| 1984  | 0                              | 1                                  | 1                                   | 2     | 30e  |
| 1988  | 0                              | 0                                  | 1                                   | 1     | 46e  |
| 1992  | 2                              | 0                                  | 0                                   | 2     | 26e  |
| 1996  | 4                              | 4                                  | 0                                   | 8     | 16e  |
| 2000  | 4                              | 6                                  | 3                                   | 13    | 17e  |
| 2004  | 6                              | 6                                  | 4                                   | 16    | 15e  |
| 2008  | 0                              | 2                                  | 1                                   | 3     | 59e  |
| 2012  | 0                              | 0                                  | 2                                   | 2     | 75e  |
| 2016  | 3                              | 1                                  | 2                                   | 6     |      |
| 2020  | 2                              | 1                                  | 1                                   | 4     | 36e  |
| Total | 35                             | 45                                 | 41                                  | 121   | 33e  |

| Année | Médaille d'or, Jeux olympiques | Médaille d'argent, Jeux olympiques | Médaille de bronze, Jeux olympiques | Total | Rang |
| 1936  | 0                              | 0                                  | 0                                   | 0     |      |
| 1948  | 0                              | 0                                  | 0                                   | 0     |      |
| 1952  | 0                              | 0                                  | 0                                   | 0     |      |
| 1956  | 0                              | 0                                  | 0                                   | 0     |      |
| 1960  |                                |                                    |                                     |       |      |
| 1964  | 0                              | 0                                  | 0                                   | 0     |      |
| 1968  | 0                              | 0                                  | 0                                   | 0     |      |
| 1972  | 0                              | 0                                  | 0                                   | 0     |      |
| 1976  | 0                              | 0                                  | 0                                   | 0     |      |
| 1980  | 0                              | 0                                  | 0                                   | 0     |      |
| 1984  | 0                              | 0                                  | 0                                   | 0     |      |
| 1988  | 0                              | 0                                  | 0                                   | 0     |      |
| 1992  | 0                              | 0                                  | 0                                   | 0     |      |
| 1994  | 0                              | 0                                  | 0                                   | 0     |      |
| 1998  | 0                              | 0                                  | 0                                   | 0     |      |
| 2002  | 0                              | 0                                  | 0                                   | 0     |      |
| 2006  | 0                              | 0                                  | 0                                   | 0     |      |
| 2010  | 0                              | 0                                  | 0                                   | 0     |      |
| 2014  | 0                              | 0                                  | 0                                   | 0     |      |
| 2018  | 0                              | 0                                  | 0                                   | 0     |      |
| Total | 0                              | 0                                  | 0                                   | 0     |      |

Note: Pigi Devetzi est officiellement disqualifiée le 27 septembre 2016 et perd toutes ses médailles remportées depuis 2007,.

### Par sport
Après les Jeux olympiques d'été de 2020 à Tokyo, l'athlétisme est toujours le sport qui rapporte le plus de récompenses aux sportifs grecs.
| Place | Sport         | Médaille d'or, Jeux olympiques | Médaille d'argent, Jeux olympiques | Médaille de bronze, Jeux olympiques | Total | Rang |
| 1     | Athlétisme    | 9                              | 12                                 | 11                                  | 32    | 27e  |
| 2     | Haltérophilie | 6                              | 5                                  | 4                                   | 15    | 10e  |
| 3     | Gymnastique   | 5                              | 3                                  | 5                                   | 13    | 16e  |
| 4     | Tir           | 4                              | 4                                  | 5                                   | 13    | 19e  |
| 5     | Voile         | 3                              | 2                                  | 3                                   | 8     | 17e  |
| 6     | Escrime       | 2                              | 1                                  | 2                                   | 5     | 20e  |
| 7     | Natation      | 1                              | 5                                  | 2                                   | 8     | 32e  |
| 8     | Lutte         | 1                              | 3                                  | 8                                   | 12    | 39e  |
| 9     | Cyclisme      | 1                              | 3                                  | 0                                   | 4     | 28e  |
| 9     | Taekwondo     | 1                              | 3                                  | 0                                   | 4     | 16e  |
| 11    | Aviron        | 1                              | 1                                  | 4                                   | 6     | 27e  |
| 11    | Judo          | 1                              | 0                                  | 2                                   | 3     | 33e  |
| 12    | Plongeon      | 1                              | 0                                  | 0                                   | 1     | 16e  |
| 14    | Tennis        | 0                              | 2                                  | 1                                   | 3     | 26e  |
| 15    | Water-polo    | 0                              | 2                                  | 0                                   | 2     | 16e  |
| Total | Total         | 36                             | 46                                 | 47                                  | 129   | 35e  |

## Athlètes grecs

### Records
Trois sportifs ont participé à 6 reprises aux Jeux olympiques, Tasos Bountouris (Voile) (1976, 1980, 1984, 1988, 1992, 1996), Agathi "Agi" Kasoumi (Tir) (1984, 1988, 1992, 1996, 2000, 2004) et Evangelia Psarra (Tir à l'arc) (2000, 2004, 2008, 2012, 2016, 2020).

#### Sportifs les plus médaillés
Le record du nombre de médailles féminines est détenu par Sofía Bekatórou, Anna Korakaki,  Anastasia Kelesidou, Miréla Manjani avec 2 médailles.
Chez les hommes,  l'haltérophile Pýrros Dímas est le sportif grec le plus médaillé aux Jeux olympiques avec 4 médailles,  suivi de Kostas Tsiklitiras  et Ioannis Frangoudis avec 3 médailles.

#### Sportifs les plus titrés
- 3 médailles d'or : :
  - Pýrros Dímas (haltérophilie) est le seul athlète à avoir réussi cet exploit, emportant le titre en 1992 et en le conservant en 1996 et 2000.

- 2 médailles d'or : :
  - Kakhi Kakhiashvili (Haltérophilie).

| Nom | Médaille d'or, Jeux olympiques | Médaille d'argent, Jeux olympiques | Médaille de bronze, Jeux olympiques | Total |
| Pýrros Dímas | 3                              | 0                                  | 1                                   | 4     |
| Kostas Tsiklitiras                                                                                                   | 1                              | 2                                  | 1                                   | 4     |
| Ioannis Frangoudis                                                                                                   | 1                              | 1                                  | 1                                   | 3     |
| Kakhi Kakhiashvili                                                                                                   | 2                              | 0                                  | 0                                   | 2     |
| Dimosthénis Tampákos Georgios Orfanidis Nikos Kaklamanakis Nikolaos Andriakopoulos                                   | 1                              | 1                                  | 0                                   | 2     |
| Ioannis Mitropoulos Sofía Bekatórou Ilias Iliadis Anna Korakaki Eleftherios Petrounias                               | 1                              | 0                                  | 1                                   | 2     |
| Anastasia Kelesidou Alexandros Nikolaidis Stamatios Nikolopoulos Dimitrios Kasdaglis Leonídas Sabánis Thomas Xenakis | 0                              | 2                                  | 0                                   | 2     |
| Petros Persakis Mirela Manjani-Tzelili Pétros Galaktópoulos Vasílios Polýmeros                                       | 0                              | 1                                  | 1                                   | 2     |
| Sotirios Versis Babis Kholidis                                                                                       | 0                              | 0                                  | 2                                   | 2     |

## Porte-drapeau grecs
Les Jeux olympiques de 1920 sont marqués par la première apparition du drapeau olympique et par le premier serment olympique.
En 1908, Nikolaos Georgantas est le premier porteur officiel du drapeau grec lors d'un défilé olympique.
Pýrros Dímas, Chrístos Papanikoláou, Lefteris Fafalis, Athanássios Tsakíris et Dimitrios Pappos sont les sportifs ayant conduit la délégation grecque à deux reprises.
Liste des porte-drapeau grecs conduisant la délégation grecque lors des cérémonies d'ouverture des Jeux olympiques d'été et d'hiver:
| Jeux                | Porte-drapeau                        | Sport             |
| ------------------- | ------------------------------------ | ----------------- |
| Athènes 1896        |                                      |                   |
| Paris 1900          |                                      |                   |
| Saint-Louis 1904    |                                      |                   |
| Londres 1908        | Nikolaos Georgantas                  | Athlétisme        |
| Stockholm 1912      | Konstantínos Tsiklitíras             |                   |
| Anvers 1920         | Vasilios Zarkadis                    |                   |
| Paris 1924          | Khristos Vrettos                     |                   |
| Amsterdam 1928      | Antonios Karyofyllis                 |                   |
| Los Angeles 1932    | Chrístos Mántikas                    |                   |
| Berlin 1936         | Ioannis Skiadas                      |                   |
| Londres 1948        | Georgios Kalambokidis                |                   |
| Helsinki 1952       | Nikólaos Sýllas                      |                   |
| Melbourne 1956      | Yeóryios Roubánis                    |                   |
| Rome 1960           | Constantin de Grèce                  | voile             |
| Tokyo 1964          | Georgios Marsellos                   |                   |
| Mexico 1968         | Chrístos Papanikoláou                |                   |
| Munich 1972         | Chrístos Papanikoláou                |                   |
| Montreal 1976       | Vasílios Papayeorgópoulos            |                   |
| Moscou 1980         | Ilías Chatzipavlís                   |                   |
| Los Angeles 1984    | Stélios Miyiákis                     |                   |
| Séoul 1988          | Charálambos Cholídis                 |                   |
| Barcelone 1992      | Lábros Papakóstas                    |                   |
| Atlanta 1996        | Pýrros Dímas                         |                   |
| Sydney 2000         | Níkos Kaklamanákis                   |                   |
| Athènes 2004        | Pýrros Dímas                         |                   |
| Pékin 2008          | Ilías Iliádis                        |                   |
| Londres 2012        | Aléxandros Nikolaïdis                | Taekwondo         |
| Rio de Janeiro 2016 | Sofía Bekatórou                      | Voile             |
| Tokyo 2020          | Anna Korakaki Eleftherios Petrounias | Tir , Gymnastique |

| Jeux                        | Porte-drapeau          | Sport       |
| --------------------------- | ---------------------- | ----------- |
| Chamonix 1924               |                        |             |
| Saint-Moritz 1928           |                        |             |
| Lake Placid 1932            |                        |             |
| Garmisch-Partenkirchen 1936 | Dimitrios Negrepontis  |             |
| Saint-Moritz 1948           | Fotis Mavriplis        |             |
| Oslo 1952                   | Angelos Lembesi        |             |
| Cortina d'Ampezzo 1956      | Alexandros Vouxinos    |             |
| Squaw Valley 1960           |                        |             |
| Innsbruck 1964              | Dimitrios Pappos       |             |
| Grenoble 1968               | Dimitrios Pappos       |             |
| Sapporo 1972                | Panagiotis Alexandris  |             |
| Innsbruck 1976              | Spyros Theodorou       |             |
| Lake Placid 1980            | Lazaros Arkhontopoulos |             |
| Sarajevo 1984               | Andreas Pantelidis     |             |
| Calgary 1988                | Athanássios Tsakíris   |             |
| Albertville 1992            | Thomai Lefousi         |             |
| Lillehammer 1994            | Athanássios Tsakíris   |             |
| Nagano 1998                 | Vassílis Dimitriádis   |             |
| Salt Lake City 2002         | Lefteris Fafalis       |             |
| Turin 2006                  | Lefteris Fafalis       |             |
| Vancouver 2010              | Athanássios Tsakíris   | Biathlon    |
| Sotchi 2014                 | Panayióta Tsakíri      | Ski de fond |
| Pyeongchang 2018            | Sofía Rálli            | Ski alpin   |